# Jmol
Jmol és un visor tridimensional de models moleculars que permet realitzar manipulacions i càlculs a partir d'aquests models.
És definit pels seus creadors com un visor Java de codi obert per a estructures químiques en tres dimensions, amb prestacions per a compostos químics, cristalls, materials i biomolècules (http://jmol.sourceforge.net/index.es.html Arxivat 2011-02-20 a Wayback Machine.).
Jmol va ser creat per Dan Gezelter l'any 1999 com a part del projecte Open Science (http://www.openscience.org) i posteriorment ha estat desenvolupat per altres programadors com Bradley A. Smith i Egon Willighagen i integrat a partir de l'any 2002 dins del projecte The Chemistry development Kit (http://cdk.sf.net/).

Els principals arguments a favor de l'ús de Jmol són (Herráez, 2006):
- És un programari de codi obert, sota una llicència GNU/GPL (http://www.gnu.org/licenses/lgpl.html). Aquest fet garanteix una constant revisió del programari (en el moment de redactar aquest article la darrera versió disponible és la 12.0 RC20).
- Es pot descarregar de franc des d'internet (http://jmol.sourceforge.net/index.es.html Arxivat 2011-02-20 a Wayback Machine.).
- Està escrit en Java, per la qual cosa és compatible amb tots els sistemes operatius (http://www.java.com/es/).
- És compatible amb tots els principals navegadors que suporten les màquines virtuals de Java (JVM).
- Permet tres tipus d'ús diferents: com a programari independent, com a applet que es pot incrustar en una pàgina web i com a eina de desenvolupament.
- Els requeriments de maquinari són moderats.
- Es pot interaccionar amb els models incrustats en pàgines web via javascript (Herráez, 2007).

A aquesta llista es poden afegir els següents avantatges de treballar amb aquest programari:
- El seu funcionament és força intuïtiu i resulta molt senzill aprendre el seu funcionament bàsic.
- N'existeixen nombrosos manuals (Herráez, 2007), la major part d'ells disponibles gratuïtament a internet.
- No cal instal·lació; es pot executar des d'un llapis de memòria.
- Els models generats tenen una qualitat més que acceptable i poden ser exportats a formats gràfics com JPEG, GIF i POVRAY entre d'altres.
- És compatible amb la major part de formats utilitzats en tots els àmbits de la química per a la codificació de molècules, entre ells MOL, XYZ i PDB.
- Es troba traduït al català, gràcies a la feina d'una comunitat d'usuaris força activa.
- Permet simular orbitals i vibracions així com crear animacions i realitzar mesures d'angles i distàncies d'enllaç químic.